# Shahpura (Bhilwara)

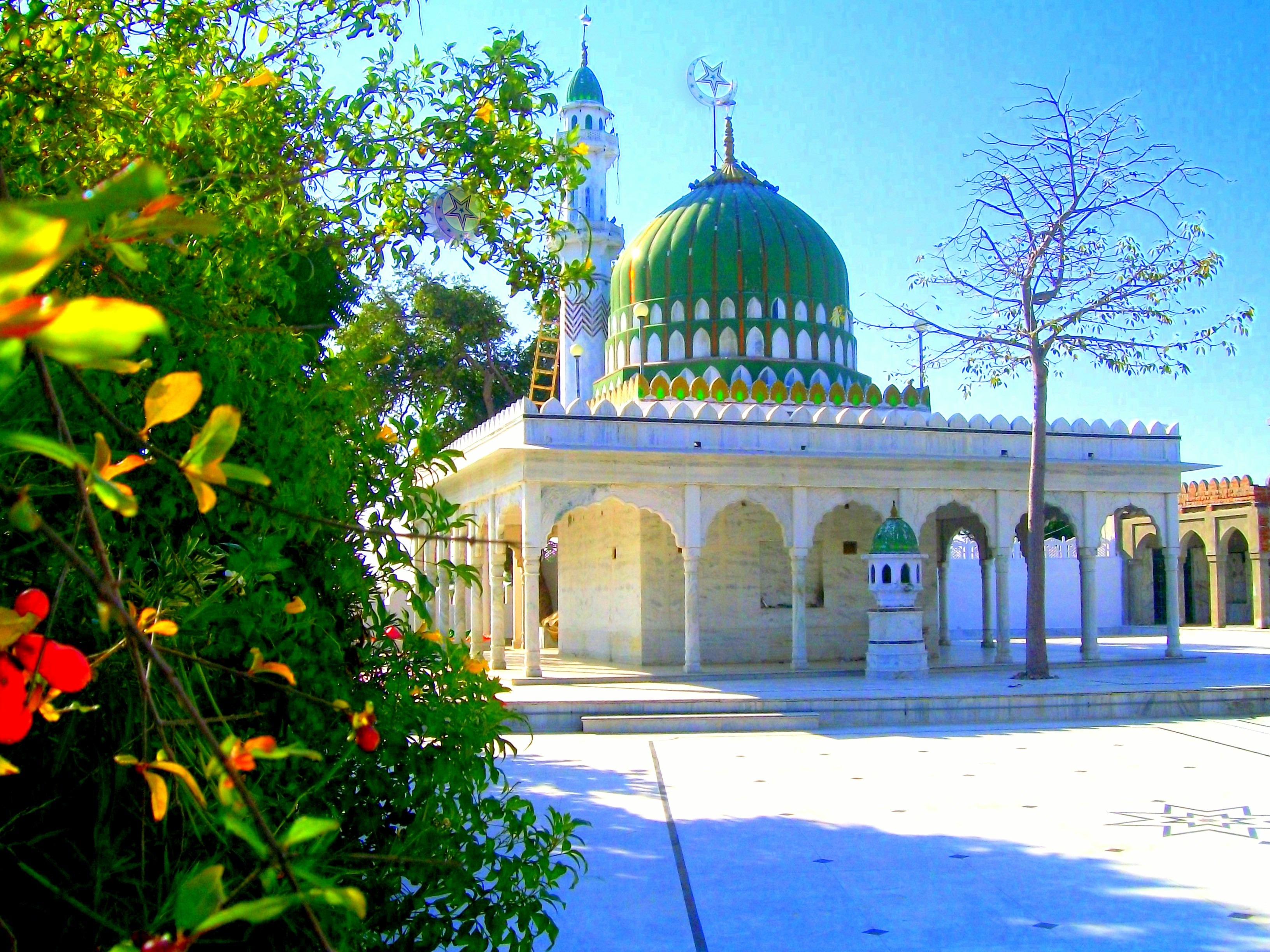
Grabbau (dargah) von Hazrat Sujat Ali

Shahpura ist eine ca. 40.000 Einwohner zählende Stadt im Distrikt Bhilwara im Südosten des indischen Bundesstaats Rajasthan.

## Lage und Klima
Shahpura liegt gut 71 km (Fahrtstrecke) nordöstlich der Distriktshauptstadt Bhilwara in einer Höhe von ca. 374 m; bis nach Jaipur sind es gut 180 km in nordöstlicher Richtung. Das Klima ist meist trocken und warm; der überwiegende Teil der jährlichen Niederschlagsmenge (ca. 605 mm/Jahr) fällt in den Monsunmonaten, d. h. von Ende Juni bis Mitte September.

## Bevölkerung
| Jahr      | 1991   | 2001   | 2011   |
| Einwohner | 23.644 | 27.792 | 30.320 |

Knapp 80 % der Einwohner sind Hindus, ca. 18 % sind Moslems; knapp 2 % sind Jains, Sikhs und  Christen. Der männliche Bevölkerungsanteil ist nur geringfügig höher als der weibliche.

## Wirtschaft
Shahpura ist das handwerkliche, merkantile und dienstleistungsmäßige Zentrum einer großen Anzahl von Dörfern in der Umgebung.

## Geschichte
Über die frühe Geschichte von Shahpura ist nicht bekannt. Suraj Mal, ein treuer Diener des Mogul-Herrschers Shah Jahan machte den Ort im Jahr 1629 zur Hauptstadt des gleichnamigen Fürstenstaates, welcher erst im Jahr 1956 aufhörte zu existieren.

## Sehenswürdigkeiten
- Der alte Fürstenpalast (Shahpura Mahal) aus dem 17./18. Jahrhundert ist in einem schlechten baulichen Zustand.
- Wichtigste Sehenswürdigkeit ist der ca. 1 km südwestlich des Stadtzentrums gelegene Ramdwara-Tempel. Große Teile des Bauwerks sind mit bengalischen Dächern versehen.
- Vielbesucht ist der Grabbau des Sufi-Heiligen Hazrat Sujat Ali.